# Temporada 1954-55 de los Fort Wayne Pistons
La temporada 1954-55 fue la séptima de los Fort Wayne Pistons en la NBA. La temporada regular acabó con 43 victorias y 29 derrotas, clasificándose para los playoffs, en los que alcanzaron las finales en las que cayeron ante Syracuse Nationals.

## Elecciones en elDraft
| Ronda | Puesto | Jugador        | Posición | Nacionalidad   | Universidad   |
| ----- | ------ | -------------- | -------- | -------------- | ------------- |
| 1     | 4      | Dick Rosenthal | Escolta  | Estados Unidos | Notre Dame    |
| 2     | 13     | Arnold Short   | Base     | Estados Unidos | Oklahoma City |
| 8     | 67     | Don Bielke     | Pívot    | Estados Unidos | Valparaiso    |

## Temporada regular
| División Central     | División Central | División Central | División Central | División Central | División Central | División Central | División Central | División Central |
| Equipo               | G                | P                | %                | PD               | Casa             | Fuera            | Neutral          | Div              |
| -------------------- | ---------------- | ---------------- | ---------------- | ---------------- | ---------------- | ---------------- | ---------------- | ---------------- |
| x-Fort Wayne Pistons | 43               | 29               | .597             | –                | 21–6             | 9–14             | 13–9             | 28–8             |
| x-Minneapolis Lakers | 40               | 32               | .556             | 3                | 18–6             | 10–14            | 12–12            | 18–18            |
| x-Rochester Royals   | 29               | 43               | .403             | 14               | 17–11            | 4–19             | 8–13             | 14–22            |
| Milwaukee Hawks      | 26               | 46               | .361             | 17               | 6–11             | 9–16             | 11–19            | 14–22            |

## Playoffs

### Finales de División
Fort Wayne Pistons - Minneapolis Lakers
| Fecha       | Partido                                           | Ciudad       |
| ----------- | ------------------------------------------------- | ------------ |
| 20 de marzo | Fort Wayne Pistons 96, Minneapolis Lakers 79      | Elkhart      |
| 22 de marzo | Fort Wayne Pistons 98, Minneapolis Lakers 97 (OT) | Indianápolis |
| 23 de marzo | Minneapolis Lakers 99, Fort Wayne Pistons 91 (OT) | Minneapolis  |
| 27 de marzo | Minneapolis Lakers 96, Fort Wayne Pistons 105     | Minneapolis  |
|             | Fort Wayne gana las series 3-1                    |              |

### Finales de la NBA
Syracuse Nationals - Fort Wayne Pistons
| Fecha       | Partido                                        | Ciudad       |
| ----------- | ---------------------------------------------- | ------------ |
| 31 de marzo | Syracuse Nationals 86, Fort Wayne Pistons 82   | Syracuse     |
| 2 de abril  | Syracuse Nationals 87, Fort Wayne Pistons 84   | Syracuse     |
| 3 de abril  | Fort Wayne Pistons 96, Syracuse Nationals 89   | Indianápolis |
| 5 de abril  | Fort Wayne Pistons 109, Syracuse Nationals 102 | Indianápolis |
| 7 de abril  | Fort Wayne Pistons 74, Syracuse Nationals 71   | Indianápolis |
| 9 de abril  | Syracuse Nationals 109, Fort Wayne Pistons 104 | Syracuse     |
| 10 de abril | Syracuse Nationals 92, Fort Wayne Pistons 91   | Syracuse     |
|             | Syracuse gana las finales 4-3                  |              |

## Estadísticas
| Rk | Jugador        | Edad | P  | PT | MP   | TC  | TCI  | %TC  | 3P | 3PI | %3P | TL  | TLI | %TL  | RO | RD | RT   | AS  | RB | TAP | BP | FP  | PTS  |
| 1  | George Yardley | 26   | 60 |    | 35.8 | 6.1 | 14.5 | .418 |    |     |     | 5.2 | 6.9 | .745 |    |    | 9.9  | 2.1 |    |     |    | 3.4 | 17.3 |
| 2  | Larry Foust    | 26   | 70 |    | 32.3 | 5.7 | 11.7 | .487 |    |     |     | 5.6 | 7.3 | .766 |    |    | 10.0 | 1.7 |    |     |    | 3.8 | 17.0 |
| 3  | Mel Hutchins   | 26   | 72 |    | 39.7 | 4.7 | 12.5 | .378 |    |     |     | 2.5 | 3.6 | .708 |    |    | 9.2  | 3.4 |    |     |    | 3.2 | 12.0 |
| 4  | Max Zaslofsky  | 29   | 70 |    | 26.6 | 3.8 | 11.7 | .328 |    |     |     | 3.5 | 5.0 | .702 |    |    | 2.7  | 2.9 |    |     |    | 1.9 | 11.2 |
| 5  | Frankie Brian  | 31   | 71 |    | 19.5 | 3.3 | 8.8  | .380 |    |     |     | 3.1 | 3.6 | .851 |    |    | 1.8  | 2.0 |    |     |    | 1.9 | 9.7  |
| 6  | Andy Phillip   | 32   | 64 |    | 36.4 | 3.2 | 8.5  | .371 |    |     |     | 3.3 | 4.8 | .692 |    |    | 4.5  | 7.7 |    |     |    | 2.6 | 9.6  |
| 7  | Dick Rosenthal | 25   | 67 |    | 21.0 | 2.9 | 7.8  | .377 |    |     |     | 1.9 | 2.7 | .718 |    |    | 4.5  | 2.3 |    |     |    | 2.7 | 7.8  |
| 8  | Monk Meineke   | 24   | 68 |    | 15.1 | 2.0 | 5.4  | .372 |    |     |     | 1.8 | 2.5 | .700 |    |    | 3.6  | 0.9 |    |     |    | 2.3 | 5.8  |
| 9  | Jim Fritsche   | 23   | 16 |    | 9.4  | 1.0 | 3.0  | .333 |    |     |     | 0.8 | 1.0 | .813 |    |    | 2.0  | 0.3 |    |     |    | 1.8 | 2.8  |
| 10 | Paul Walther   | 27   | 68 |    | 12.1 | 0.8 | 2.4  | .348 |    |     |     | 0.8 | 1.3 | .614 |    |    | 2.3  | 1.9 |    |     |    | 1.7 | 2.4  |
| 11 | Bob Houbregs   | 22   |    |    |      |     |      |      |    |     |     |     |     |      |    |    |      |     |    |     |    |     |      |
| 12 | Al Roges       | 24   |    |    |      |     |      |      |    |     |     |     |     |      |    |    |      |     |    |     |    |     |      |

## Galardones y récords
| Jugador     | Galardón                 |
| Larry Foust | Mejor quinteto de la NBA |